# クレオメネス戦争

クレオメネス戦争時のギリシャ南部概略図。
スパルタ
アカイア同盟
アンティゴノス朝（マケドニア王国）
アイトリア同盟

クレオメネス戦争（英: Cleomenean War、紀元前229/228年–紀元前222年）は、スパルタと、アカイア同盟およびアンティゴノス朝マケドニアの間で戦われた戦争である。

## 概要
スパルタ王クレオメネス3世はスパルタの国政を改革し、スパルタを再びペロポネソス半島の覇者たらめんとし、ペロポネソス半島の北半分を支配していたアカイア同盟に挑んだ。クレオメネス率いるスパルタは快進撃を続け、一時はアカイア同盟の盟主の座を掴むかに見えた。しかし、アカイア同盟の指導者のアラトスはマケドニア王アンティゴノス3世を呼び寄せ、その力によってクレオメネスに対抗しようとした。アカイア人とマケドニアによるアルゴス奪回を転換点として戦況はアカイア・マケドニアの優勢に転じ、紀元前222年のセラシアの戦いで彼らは決定的な勝利を得て、クレオメネスをエジプトへの亡命に追い込み、スパルタを占領した。

## 背景
紀元前235年、クレオメネス3世は父レオニダス2世の後を継ぎスパルタ王に即位した。クレオメネスは失敗に終わったアギス4世の改革路線を継承し、古のスパルタの制度や生活様式の復活のための改革を目論んだ。というのも、彼の見るところでは市民はだらけ切っており、個人的な快楽や欲望に耽り、公的な事柄に熱意を示さず、また王は名ばかりで実権はエフォロスの許にあった。クレオメネスは側近のクセナレスを試したが、彼は味方にならないだろうと考え、クセナレスですらそうだから味方はいそうにはないと判断し、一人で改革を計画した。そして彼は平時よりも戦時の方が改革に向いていると考えアカイア同盟との戦いを決意した。

## 開戦
当時、アカイア同盟のアラトスはペロポネソスを一つの統一体にしようとしており、それに組せぬアルカディアを略奪するなど狼藉を働いていた。こうしてアラトスはクレオメネスの出方を試し、歳も経験も足りぬ若造と彼を見くびってかかった。
それに対してエフォロスたちはラコニアとメガロポリスの国境地帯であったベルビナにクレオメネスを派遣した。彼は同地を占領し、砦をめぐらせた。ポリュビオスによれば、紀元前229年にクレオメネスはアカイアを攻撃し、テゲア、マンティネア、カヒュアイ、アルカディアのオルコメノスといった諸市を占領し、アイトリア同盟と同盟を結んだ。一方アラトスは夜間にテゲアとオルコメノスを占領しようと向ったが、彼に内通していた人々はクレオメネスのベルビナ占領を聞いて何もしなかったため、アラトスは手ぶらで帰った。これらの事件によって、アカイア同盟はスパルタとの戦争を決議した。
その後クレオメネスはアルカディア内部に進出したが、アカイア同盟との戦争を恐れたエフォロスは彼に撤退を命じ、彼はそれに従った。しかしその直後にアラトスがオルコメノスの北のカヒュアイを占領したため、再びクレオメネスを出撃させた。クレオメネスはアルカディア中央部のメテュドリオンを占領し、アルゴリス地方を荒らしまわった。それに対し、紀元前228年5月にアカイア人はストラテゴスとしてアリストマコスを任じ、彼を歩兵20000と騎兵1000からなる軍と共に差し向けた。それに対してスパルタ軍は5000人を切る数であった。両軍はパランティオン近郊で遭遇した。戦う意思を持っていたクレオメネスをアリスマコスに同行していたアラトスは恐れ、アリストマコスに注意を呼びかけて自らは戦列から身を引いた。このことによってアラトスは味方からは非難され、敵からは嘲弄された。

## リュカイオン山の戦い
紀元前227年5月、アラトスはストラテゴスに選出されるとエリスを攻撃した。クレオメネスはエリスの援助の要請に応じて出撃した。彼はリュカイオン山近くで作戦を終えて引き上げているアカイア軍に奇襲を仕掛け、多数を殺傷した。この戦いでアラトスも戦死したという誤報が流れたが、アラトスはそれを逆手に取り、残余の兵と共にマンティネイアへ行き、敵襲を全く予想していなかったマンティネアを易々と占領した。
マンティネア陥落で気落ちしたスパルタ人を元気付けるためにクレオメネスは紀元前228年にエウダミダス3世が死んでいた（ただしパウサニアスはクレオメネスによる毒殺を主張）のでエウリュポン家のアルキダモス5世（兄アギス4世の処刑時にメッセニアへ亡命）を呼び戻して共同統治者として王位につけた。ところが、プルタルコスによるとアギスを殺した者たちは報復を恐れてアルキダモスを暗殺した。それに対し、ポリュビオスはクレオメネスによって殺されたとしている。

## ラドケイアの戦いとクレオメネスの改革
それに怯まずクレオメネスはエフォロスに賄賂を渡して今一度の遠征の評決を下させた。そして彼はメガロポリス領に進撃し、レウクトラ（スパルタが覇権を失ったレウクトラの戦いのあったボイオティアのレウクトラではない）を占領した。そして、すぐにアラトス率いるアカイアの援軍がやって来たため、両軍は激突した。当初アカイア軍はスパルタ軍を押し、追撃を行った。しかし、アラトスは深い峡谷のために追撃をやめたが、メガロポリスの将軍リュディアダスはこれを不服として自ら騎兵部隊を率いて敵に追い討ちをかけた。しかし彼は木々や掘割、塁壁などの障害物によって思うよう身動きが取れないところに入ってしまったため、それを見たクレオメネスはタラスとクレタの傭兵部隊を放って逆襲を仕掛け、リュディアダスを戦死させた。これにより勇気を得たスパルタ軍は反撃に転じ、アカイア軍の全軍を壊走させるに至った。その後クレオメネスはリュディアダスの亡骸を丁重に扱い、メガロポリスの城門の前まで送り届けた。
この勝利で勢いを得たクレオメネスは自らの計画を実行に移そうとした。彼はエフォロス制の廃止、財産の共有、そしてギリシアの覇権国としての再浮上という計画を話し、それに賛同したメギストヌウス（再婚した母の夫）他数名を仲間に引き入れた。そしてクレオメネスはその前段階として彼の計画に反対しそうな者たちを引き連れてアルカディアへ遠征し、彼らをわざと疲れさせて彼らの方から同地への残留を希望するよう仕向け、邪魔者を排除した。帰国するや否やクレオメネスは志を同じくする者たちを差し向け、一人を除いて会食中の5人のエフォロスを皆殺しにした。ただし、エフォロスの一人アギュライオスは命からがら神殿に逃げ込んだため、クレオメネスは彼を見逃してやった。その直後、クレオメネスは本格的な改革を始めた。彼は全ての土地の共有化、債務の帳消しを行った。さらに、外国人やペリオイコイのスパルタ市民への門戸を開いて市民即ち兵数を増やし、4000人のペリオイコイを重装歩兵として訓練し、マケドニアのサリッサを取り入れるなどした。そしてクレオメネスは自ら範となりつつ、リュクルゴスの立法に遡るスパルタのかつての実質剛健を旨とする伝統を蘇らせた。また、弟のエウクレイダスを共同統治者として王位につけ、単独支配のイメージを和らげた。

## アカイアのアンティゴノスへの接近
紀元前226年、マンティネアはクレオメネスにアカイアの守備隊を追い払うよう要請し、クレオメネスはこれに応じた。彼は夜陰に乗じてアカイアの守備隊を追い払い、さらにテゲアに向い、それからアルカディアを通り、敵を求めてアカイアの領地ファライへと向かった。アカイア軍はそれに応じて出撃したが、デュメでクレオメネスに大敗を喫した。その後彼はランゴンのアカイアの守備隊を追い出し、エリスに返還した。この戦いの後、アラトスはストラテゴスの地位に就くのを拒否した。
そしてクレオメネスは捕虜や占領地を返す代わりにアカイア同盟の主導権を渡す条件で講和を持ちかけ、アカイア人もそれに応じた。彼らはアルゴスの南のレルナに会議のためにクレオメネスを招いたが、クレオメネスは強行軍をして水を飲みすぎたため、吐血し、声も出せなくなったため、会議は取りやめになり、彼はスパルタに戻った。一方、アラトスは33年にも及ぶ自分の地位と名誉が若造に横取りされそうになっているのに嫉妬し、かつての仇敵アンティゴノス3世をペロポネソスに招き、その力を借りてクレオメネスを倒そうとした。アラトスは救援の代わりにアクロコリントスの支配権をアンティゴノスに譲ると約束した。そして、アラトスはクレオメネスに無礼な行いをし、クレオメネスは今一度アカイア人に宣戦した。

## アルゴス占領
しかし、その時アカイア同盟は内部分裂の危機にあった。同盟離脱の意向を持った都市がいくつも現れ、マケドニア人を呼びこんだアラトスに憤りを感じる者もいたのである。この機に乗じてクレオメネスはアカイアに侵攻し、まずアカイア東部のペレネを強襲して占領し、続いてアルカディア北辺のペネオスとペンテレイオンを味方につけた。一方アカイア人はその時コリントスとシキュオンで裏切りの気配があったのでアルゴスからそちらへ軍を送っていた。
その時アルゴスではネメア祭が開催されており、クレオメネスは祭りで大勢の人がいる時にそこを襲えば容易にアルゴスを占領できると考えた。彼は夜中に劇場を見下ろすアスピス地域に軍を向わせてそこを占領し、誰一人立ち向かう者もなく易々とアルゴスを占領した。アルゴスはスパルタの駐屯軍を受け入れ、20人の市民を人質として差し出し、スパルタの同盟国になった。これまでアルゴスを味方に引き入れたスパルタの王はおらず、名将として名高いエピロス王ピュロスでさえアルゴスを占領できず、同地での戦いで敗死したことから、アルゴス占領によってクレオメネスの名声と評価は一気に高まった。そして、アルゴス陥落のすぐ後にはクレオナイとフレイウスがクレオメネスになびいた。
その頃アラトスはコリントスで親スパルタの人々の審問などを行っていたが、この知らせを聞くやコリントスもがスパルタになびくと思い、市民を評議場に集めて自分はその隙にシキュオンへと逃げ帰った。アラトスの予想は的中し、コリントス人は間もなく市をクレオメネスに明け渡した（紀元前225年8月）。この知らせを聞いたクレオメネスはコリントス人がアラトスを逮捕しなかったことを責め、使者としてメギストヌウスを送り、未だアクロコリントスにはアカイアの守備隊が残っていることからこれを明け渡せば多額の金を渡すことを知らせた。
その後、クレオメネスはトロイゼン、エピダウロス、ヘルミオネを味方につけ、コリントスにやって来た。そしてアクロコリントスを包囲・封鎖し、アラトスの許へアクロコリントスをアカイアとスパルタとで共同で管理すること、これを受ければアラトスに彼がエジプト王プトレマイオス3世より受けている二倍相当の年金を与えるとの約束を携えて使者を送った。ここでアラトスはアクロコリントスをスパルタに渡すか、対クレオメネス戦への援助の見返りとしてアンティゴノス3世に渡すかの選択を迫られた。彼は後者を選び、自身の息子を含めた人質をアンティゴノスに送り、アカイア人を説得してアクロコリントスのアンティゴノスへの引渡しを決議させた。これを受け、クレオメネスはシキュオンの領地を荒らしまわり、コリントスにあったアラトスの財産をコリントス人たちが彼に献上したのでそれを受け取った。

## アルゴス喪失
そして、アンティゴノスはアイトリア人がテルモピュライで彼の通過を阻止しようとしたためにエウボイアを経由してペロポネソスへ迫った。ゲラネイア峠を超えつつある敵に対し、クレオメネスは正面から敵のファランクスと戦うよりは地の利を活かして戦おうと考え、イストモスに陣を張り、アクロコリントスとオネイアの山々の間に柵と塹壕を設けて防衛線を敷いた。前進を阻まれたアンティゴノスは夜間にレカイオンを経由して突破しようとしたが撃退され、多数の戦死者を出した。万策尽きたアンティゴノスの許へアラトスからの使者がやってきて、アルゴスがスパルタから離反しようとしている旨を伝え、援軍を求めてきた。アンティゴノスはアラトスに1500の兵士を貸し与え、アラトスは海路でエピダウロスへと向った。反乱の指導者アリストテレス（哲学者のアリストテレスとは別人）はアラトスの到着を待たずにアクロポリスのスパルタ人守備隊に襲い掛かり、続いてシキュオンよりティモクセノス率いるアカイア軍が駆けつけた。
これを知ったクレオメネスは2000人の兵士を与えてメギストヌウスを直ちにアルゴスへと向わせた。しかし、メギストヌウスは戦死し、クレオメネスはアルゴスを失えば自軍は退路を絶たれ、ラコニアは敵の手に落ちると考え、コリントスから撤退し、自らアルゴスへと向った。クレオメネスがコリントスを発ったすぐ後にアンティゴノスはコリントスに入城して駐屯軍を置き、続いてアルゴスへと向った。アルゴスを攻撃中のクレオメネスはアンティゴノス軍がやってくるのを見ると撤退に転じ、アルゴスを放棄した。この事件を受けてすぐ、あるいは少し時間を置いてクレオメネスに味方した都市はことごとく彼から離反し、アンティゴノスに与した。「こうして彼は、最短の時日で最大の権力を手中に収め、もうすこしというところ、せめてはもう一年もかければ、申し分なくペロポネソス全体の主権者となれたのであったのに、たちまちにして、ここに再び、すべてを失った」。
さらにテゲアにて、最愛の妻アギアティスの死の知らせが撤退中のクレオメネスに追い討ちをかけた。彼は悲しみに打ちひしがれつつも、表向きは平然とした態度を取り、夜明けと共にテゲアを発ち、スパルタに戻った。
クレオメネスの帰国後、エジプトのプトレマイオス3世が母と子を人質として差し出すことを条件にクレオメネスに財政援助を申し出た。プトレマイオスはこれまではアカイア同盟を支援していたが、アンティゴノスを抑えるにはクレオメネスの方が都合が良いと考え、政策を転換したのである。クレオメネスは迷ったが、母クラテシクレイアは欣然としてそれを受け入れたので、母と子供たちをエジプトに送った。

## セラシアの戦いとスパルタ占領
一方、アンティゴノスはアカイア人と共にテゲアを包囲戦の末占領し、オルコメノスおよびマンティネアを荒らし回り、ヘライアとテルプサを降伏させ、アカイア同盟の会議に出席するためにアイギオンへと向った。このため、クレオメネスの支配領域はラコニアだけになってしまった。そこで彼は戦力増強と金策のためにヘイロータイのうち5アッティカ・ムナを納入した者を自由民として認め、500タラントンの金と2000人の兵士を得た。彼は彼らをマケドニア式に武装させ、アンティゴノスの白楯隊への対抗部隊とした。その後、彼はメガロポリスを占領しようと考え、兵士には五日分の食料を持たせてセッラシアへと向かい、あたかもアルゴリス地方へと向わんとしているように見せかけた。そしてメガロポリス領へ転進し、部下のパンテウスに2タグマの部隊を授けてそこが手薄になっているとの情報が入っている二つの塔の間の城壁の占領を命じ、本隊はゆっくりと進めた。パンテウスは首尾よく任務を果たし、多くの住民を逃がしたもののメガロポリスを占領した（紀元前223年秋）。クレオメネスは最初はアカイア同盟からの脱退を条件にメガロポリス市には手をつけず、そのままにしておいたが、メガロポリス人のフィロポイメンがアカイア人に味方することを主張してクレオメネスを弾劾し、クレオメネスから降伏する代わりに市には手をつけないという条件を引き出したメガロポリス市民のリュサンドリダスとテアリダスを追い出したため、怒ったクレオメネスは市を徹底的に略奪し、破壊し、帰国した。
クレオメネスがメガロポリスを占領した頃、アイギオンでアカイア同盟の会議が催されており、アンティゴノスもそれに参加していた（紀元前224年9月）。彼はそこで自分の処置について説明し、これからの戦争をどう戦うかについて話し合い、そして全同盟軍の総司令官に任命された。ここで彼はピリッポス2世が設立したヘレネス同盟を「諸同盟の同盟」の名で復活させ、ギリシアの大部分の都市はそれに加入した。しかし、メガロポリスの占領とそれに続く破壊がアカイア人の耳に入ると、それはアカイア人たちに大きな衝撃を与えた。アンティゴノスはメガロポリス救援に取り掛かろうとしたが、彼の軍は既に越冬のため各ポリスに分散していて迅速には動けないため、ひとまず自身は越冬のために少数の手勢と共にアルゴスへと向った。
クレオメネスは次の手を打った。すなわち、彼はすぐには動けない敵の状況を見越してアルゴスへと向った。もしアンティゴノスが手向かってくれば一戦交える腹積もりであり、もしそうでないならアルゴスを助けられなかったという事実によってアンティゴノスへの信用を失わせ、彼とアルゴスの仲を裂けると考えた。事はクレオメネスの予想通りに進んだ。国土が荒されるのを見たアルゴス人たちはアンティゴノスの許に押しかけて戦いを要求したが、アンティゴノスは遂にクレオメネスの挑発には乗らなかった。クレオメネスは城壁の前でアンティゴノスを散々愚弄嘲笑した後、帰国した。
紀元前222年夏、アンティゴノスはマケドニアより軍勢を集め、アカイア軍と合流し、ラコニア侵攻を企てた。ポリュビオスによればその陣容は以下の通りである。マケドニア軍は重装歩兵10000人、軽装歩兵3000人、騎兵300騎、それに追加してアグリアネス人とガリア人各1000人、歩兵3000人と騎兵300騎から成る傭兵、アカイア軍は歩兵3000人と騎兵300騎、マケドニア式に武装したメガロポリス軍の1000人、ボイオティア軍は歩兵2000人と騎兵200騎、エピロス軍は歩兵1000人と騎兵50騎、イリリア人1600人。計歩兵28000人と騎兵1200騎。
対するクレオメネスはラコニアに入る全ての道の守りを固め、自らは20000人の軍を率いてセッラシアへと向い、両軍はセラシアにて激突した。この戦いでスパルタ軍は、スパルタ市民6000人中200人を残してことごとく戦死するという決定的な敗北を喫し、クレオメネスはスパルタへと逃げ帰った。

## スパルタ占領とその後
スパルタに帰国したクレオメネスは市民たちに抵抗せずにアンティゴノスに降伏するよう命じ、自らは捲土重来を期してエジプトへと亡命した。その後、スパルタに至ったアンティゴノスはスパルタとその市民を寛大に扱い、エフォロス制を復活させるなどしてスパルタをクレオメネスの改革前の状態に戻した。三日間スパルタに留まった後、マケドニアにイリリア人が侵入したとの知らせを受けたアンティゴノスは帰国し、翌年の紀元前221年に戦いで死んだ。
クレオメネスはプトレマイオス3世から厚遇を受けたが、プトレマイオス3世はクレオメネスを援助するに死んでしまった。その死後王位を継いだプトレマイオス4世はクレオメネスを白眼視し、不遜に扱った。クレオメネスたちはしばらくはそれに耐えていたが、宰相ソシビオスの讒言によって屋敷に幽閉された。宮廷におけるクレオメネスの親しい友人のクリュセルモスなる者がクレオメネスの屋敷を去りがてら番人を叱りつけた。クレオメネスはこれを自分を警戒するものと誤解した。
これによって堪忍袋の緒が切れたクレオメネスとその仲間たちは囚人を解放してプトレマイオスに対し反乱を起こそうとしたが失敗し、仲間たちと共に自害した。その後、人質だったクラテシクレイアは孫たちと共に処刑された。

## 註
1. ↑  プルタルコス, 3
2. ↑  ibid, 4
3. ↑  ポリュビオス, II. 46
4. ↑  プルタルコス, 5
5. ↑  ポリュビオス, V. 37
6. ↑  プルタルコス, 18
7. ↑  ibid, 21
8. ↑  ポリュビオス, II. 54
9. ↑  ibid, 2. 65